# Брухієві
Брухієві (Bruchiaceae) — родина мохів (Dicranidae) ряду Dicranales. Найбільше вони поширені в регіонах з помірним кліматом. Це мохи з довгошийкими клейстокарпними (з нерівномірним розкриттям коробочки без кришки) коробочками та мітратними каліптами.

## Історія
Віктор Фердинанд Братер (1909 р.) включив Bruchia і Trematodon до родини Dicranaceae (частина підродини Trematodontoideae). Натаніель Лорд Бріттон (у 1913 році) помістив ці два роди разом з Pringleella до родини Bruchiaceae. Дейл Хедлі Вітт (у 1984 році) включив Bruchia, Eobruchia та Trematodon до родини Dicranaceae, але Pringleella та Wilsoniella входили до родини Ditrichacea. Були проведені дослідження спор, щоб встановити філогенетичні зв’язки (Blackmore & Barnes 1987).